# Les Éblouissements
Les Éblouissements est un roman de Pierre Mertens publié le 1er septembre 1987 aux éditions du Seuil et ayant reçu la même année le prix Médicis.

## Résumé
Il s'agit d'une biographie romancée qui retrace la vie du poète expressionniste allemand Gottfried Benn. Les thèmes principaux du livre sont le corps (Benn était vénérologue) et l'illusion ou, plus précisément, l'illusion politique, puisque le poète s'est compromis avec le régime nazi.

## Éditions
- Les Éblouissements, éditions du Seuil, 1987  (ISBN 2020097230).